# Thomas Weelkes

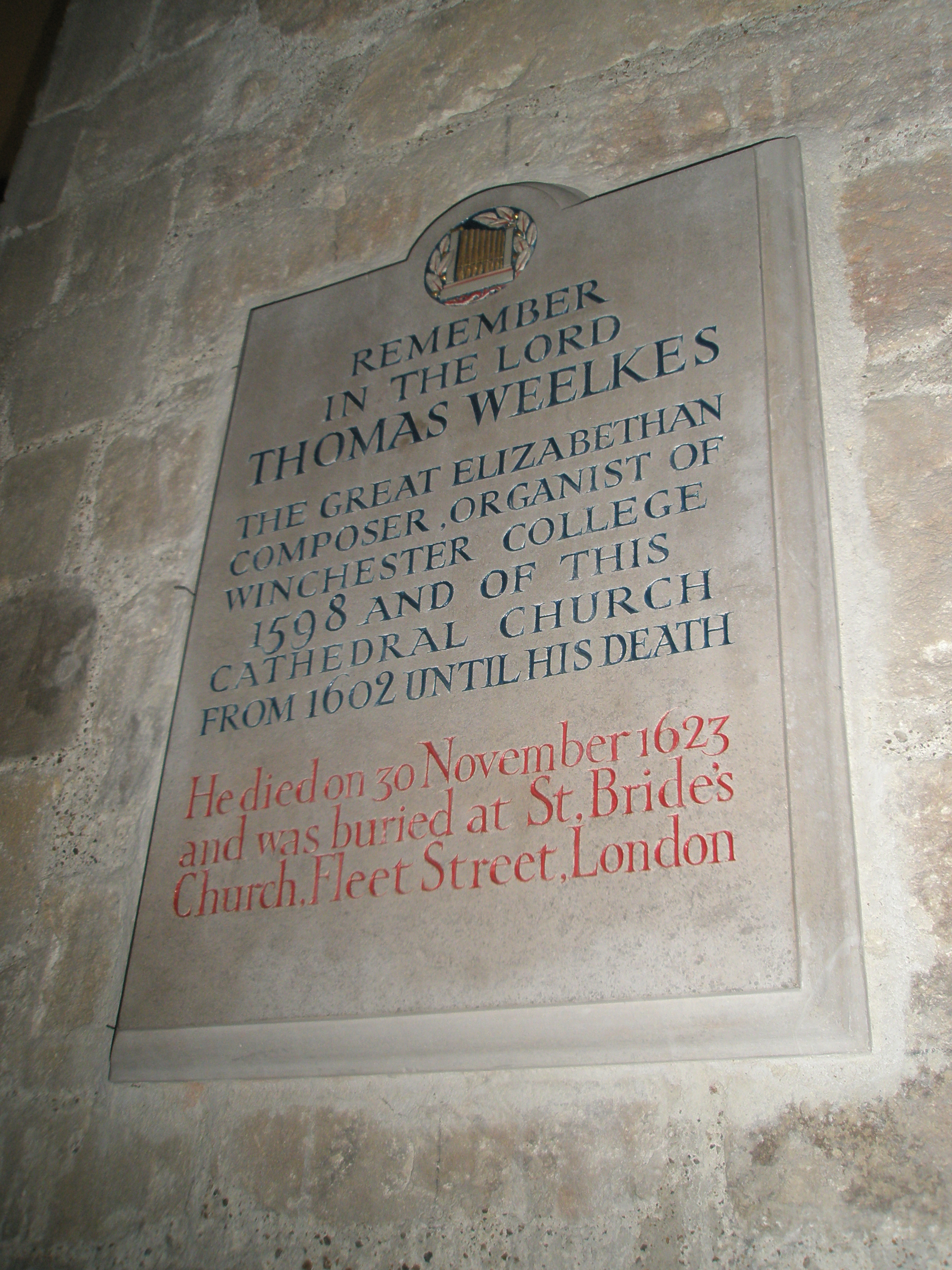
Tablica pamiątkowa Thomasa Weelkesa w Katedrze w Chichesterze

Thomas Weelkes (ochrz. 25 października 1576 prawdop. w Elsted, zm. prawdop. 30 listopada 1623 w Londynie)  – angielski kompozytor i organista. Jeden z najbardziej utalentowanych madrygalistów i główny kompozytor muzyki liturgicznej Kościoła anglikańskiego .

## Życiorys
Weelkes został ochrzczony prawdopodobnie w małym, wiejskim kościele w Elsted w hrabstwie Sussex 25 października 1576 roku. Jego ojciec był prawdopodobnie proboszczem tego kościoła. Nic nie wiadomo na temat dzieciństwa Weelkesa.
W roku 1597 opublikował swój pierwszy tom madrygałów. Po krótkoterminowej pracy w domu Edwarda Darcye został organistą w Winchesterze College. Płacono mu wtedy 13 szylingów na kwartał, plus wikt i zakwaterowanie. Na tym stanowisku pracował 2-3 lata.
Podczas pobytu w Winchesterze Weelkes skomponował dwa tomy madrygałów, opublikowane w latach 1598 i 1600. Zdobył też stopień bakałarza muzyki New College Oxford (1602), po czym wyruszył do Chichesteru, by zostać organistą i kierownikiem chóru katedralnego. Był także świeckim urzędnikiem w katedrze z roczną pencją £15 2s 4d plus wyżywienie i zakwaterowanie) . W 1603 roku ożenił się z Elizabeth Sandham, pochodzącą z bogatej rodziny. Mieli troje dzieci. Elizabeth zmarła w 1624 .
Na tytułowej stronie czwartego i ostatniego tomu madrygałów Weelkesa, opublikowanego w roku 1608, było napisane, iż był on "Panem Kaplicy Królewskiej"; jednak jego imię nie pojawia się w zapisach Kaplicy Królewskiej, więc prawdopodobnie pełnił ten urząd bardzo krótko.
Weelkes skłócił się z władzami Katedry z powodu swego pijaństwa i niestosownego zachowania. W roku 1609 zarzucano mu częste nieobecności w pracy, którą w końcu stracił (z powodu grania na organach po pijanemu i używania wulgarnego języka). Stanowisko swoje odzyskał, lecz nadal jego zachowanie budziło kontrowersje.
Zmarł prawdopodobnie 30 listopada 1623. Taka data widnieje na jego testamencie . Nazajutrz, 1 grudnia 1623, został pochowany w St. Bride’s Church przy Fleet Street w Londynie . W Katedrze w Chichesterze znajduje się tablica pamiątkowa poświęcony kompozytorowi .

## Twórczość
Thomas Weelkes jest znany ze swej muzyki wokalnej, szczególnie madrygałów i muzyki sakralnej. Weelkes napisał więcej anglikańskiej muzyki liturgicznej niż inny ówczesny kompozytor, zwłaszcza na modlitwę wieczorną. Wiele jego hymnów jest wierszowanych, przeznaczonych na mały chór, na który komponował w katedrze w Chichesterze.
Przyjacielem Weelkesa był madrygalista Thomas Morley. Gdy Morley zmarł w roku 1602, Weelkes napisał dlań hymn: Wspomnienie mojego przyjaciela Thomasa Morleya, (znany także jako Śmierć odebrała mnie.) Madrygały Thomasa Weelkesa są nader chromatyczne, zawierają kontrapunkt i nietypowe rytmy.